# Reitoca
Reitoca è un comune dell'Honduras facente parte del dipartimento di Francisco Morazán.
Risulta come comune autonomo già precedentemente al 1843, quando faceva parte del dipartimento di Choluteca.